# Aminofylline
Aminofylline is een toedieningsvorm van theofylline, een stof die als bronchodilator wordt toegepast. In deze stof zijn twee moleculen theofylline gecombineerd met één molecuul ethyleendiamine. Ethyleendiamine verhoogt de oplosbaarheid in water van het medicijn. Aminofylline wordt meestal in de vorm van dihydraat geleverd.

## Eigenschappen
Aminofylline is beter in water oplosbaar dan theofylline zelf. De verbinding kan voor dit doel gezien worden als een zout, waarbij ethyleendiamine twee protonen heeft opgenomen en elk molecuul theofylline er één - het waterstofatoom aan stikstof in de vijfring - heeft afgestaan.
Het witte tot licht-gele korrelige poeder ruikt enigszins naar ammoniak en smaakt bitter. Bij blootstelling aan de lucht treedt verlies op van ethyleendiamine (de bron van de ammoniaklucht) en wordt CO2 (en water) opgenomen waarbij vrij theofylline ontstaat. Oplossingen van aminofylline zijn basisch. In 25 ml water geeft 1 gram aminofylline een heldere oplossing. Wordt slechts 5 ml water gebruikt dan treedt kristallisatie op. De kristallen lossen weer op als meer ethyleendiamine wordt toegevoegd. De stof is onoplosbaar in ethanol en ether.

## Werkingsmechanisme
Zoals andere gemethyleerde xanthinederivaten, is aminofylline zowel
1. een competitieve, niet-selectieve fosfodiësteraseremmer[3] waardoor de intracellulaire concentratie cAMP wordt verhoogd, dit leidt tot een verhoogde PKA-activiteit, de synthese van TNF-alfa-remmers[4][5] en leukotrieen[6] worden geremd, evenals ontstekingsreacties en de innate immuniteit[6] en
2. een niet-selectieve adenosine-receptor antagonist.[7]

Aminofylline is een minder krachtig en korter werkend medicijn dan theofylline. Het wordt voornamelijk toegepast als in de behandeling van bronchiale astma.
Effecten van aminofylline zijn
- ontspanning van de bronchiën,
- vochtafdrijvend
- stimulatie het hart en het centraal zenuwstelsel
- stimulatie van de afgifte van maagzuur
- stimulatie van de lipolyse
- verhoging van zowel de glycogenolyse als de gluconeogenese
- vrijmaken van adrenaline.

## Andere toepassingen
Aminofylline wordt toegepast na afloop van een inspanningstest voor het hart waarbij dipyridamol of adenosine toegediend zijn.
Als component in cremes lijkt het een effect te hebben op plaatselijke vermindering van lichaamsvet Bij een anafylactische shock is aminofylline een mogelijk medicijn